# Power of Love (DEENの曲)
「Power of Love」（パワー オブ ラブ）は、DEENの20枚目のシングル。

## 概要
- 日本テレビ系列『SPORTS MAX』エンディングテーマ。DEENの通常シングル作品としても初の12センチシングルで、このシングルがリリースされた頃にはシングル作品も12センチ規格でリリースされるようになっていく。
- シングルとして出すために作った曲ではなく、アルバムに向けていろいろと曲を作るなかで生まれた曲。この曲を作っていく過程で、シングルにふさわしい曲なんじゃないかとメンバーもスタッフも盛り上がった。

## 収録曲
1. Power of Love
2. Power of Love (Cool-mix)
3. Power of Love (Instrumental)
4. Memories (Live at Yokohama Arena 1999 12 11)

## Power of Love 〜Jawaiian Style〜
「Power of Love 〜Jawaiian Style〜」（パワー オブ ラブ 〜ジャワイアン・スタイル〜）は、日本のバンド、DEENの配信限定シングル。

### 解説
配信限定シングルとしては、前作より一週間でのリリースとなる。

### 収録曲
1. Power of Love 〜Jawaiian Style〜
編曲：侑音

## 収録アルバム
- 『'need love』(#1)
- 『DEEN PERFECT SINGLES +』(#1)
- 『Another Side Memories〜Precious Best〜』(#2)
- 『DEENAGE MEMORY -20周年記念ベストアルバム-』(#1)
- 『DEEN The Best FOREVER 〜Complete Singles +〜』(#1)
- 『NEWJOURNEY』※Power of Love 〜Jawaiian Style〜として収録

## 参加ミュージシャン
1. 作詞:池森秀一 作曲&編曲:DEEN
- Recorded&Mixed by Shoichiro Inagaki
- (Cool-mix) Remixed by DEEN&T.O.S

4. 作詞:池森秀一&井上留美子 作曲:織田哲郎
- Recorded by Takayuki Ichikawa
- Mixed by Shoichiro Inagaki
- DEEN
  - 池森秀一:ヴォーカル
  - 山根公路:キーボード
  - 田川伸治:ギター